# Bruchköbel

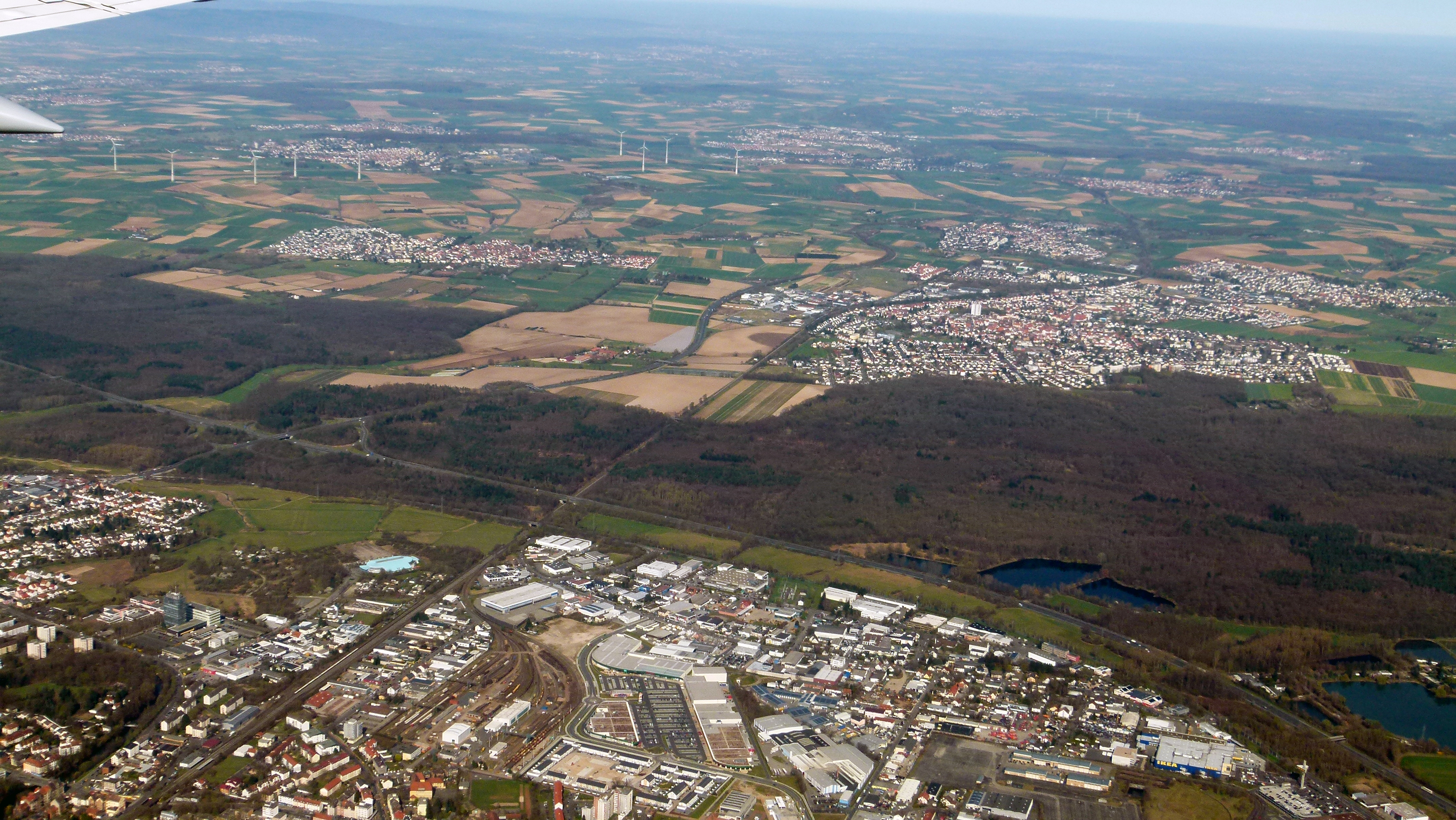
Blick auf Bruchköbel (oben rechts), Hanau und Mittelbuchen (oben links) aus der Luft

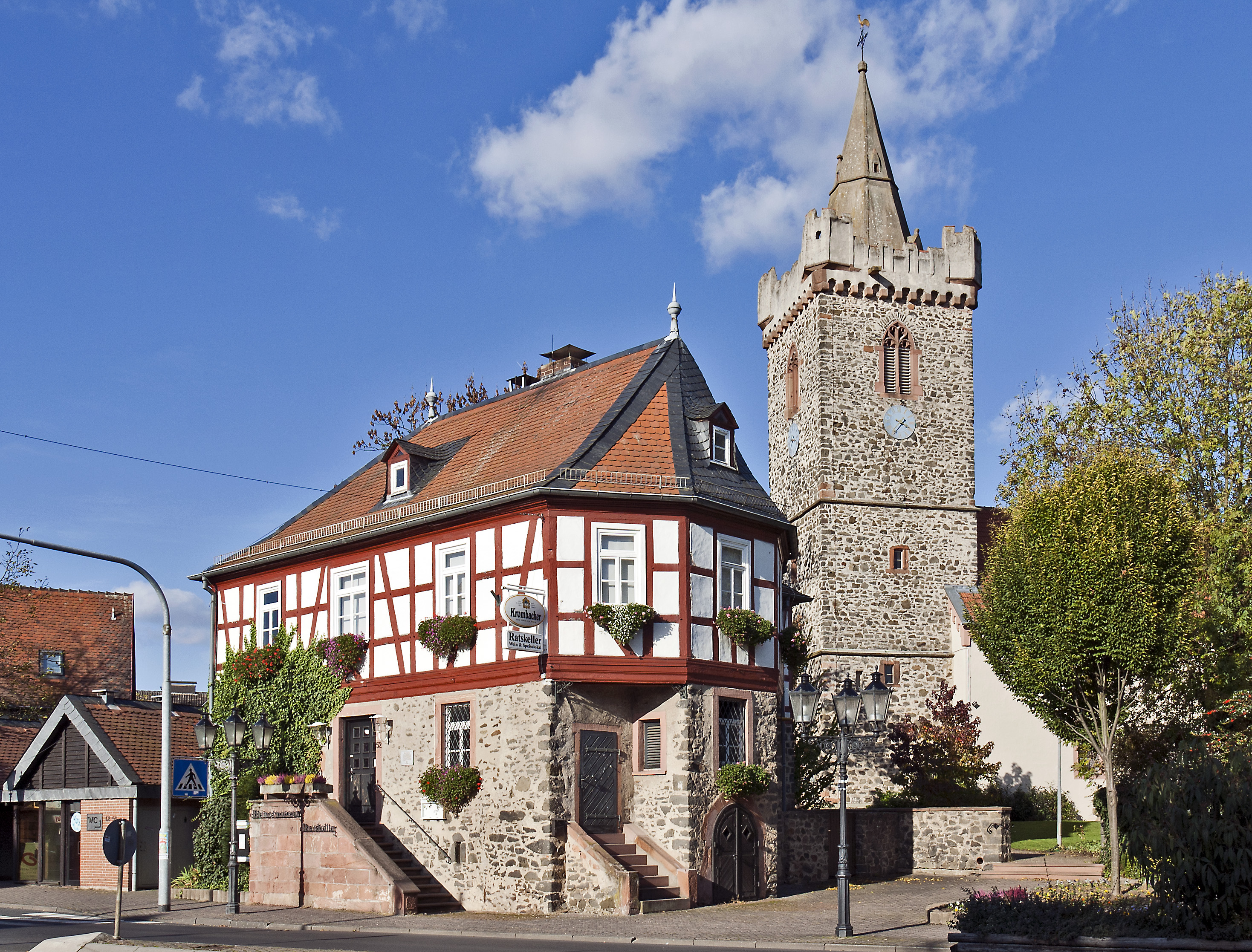
Altes Rathaus und Jakobuskirche

Bruchköbel ist eine Stadt im Main-Kinzig-Kreis in Hessen an der Bundesautobahn 66. Sie gehört zur Stadtregion Frankfurt und befindet sich etwa 20 km nordöstlich von Frankfurt am Main.

## Geographie

### Geographische Lage
Bruchköbel liegt im westlichen Teil des Main-Kinzig-Kreises, rund sieben Kilometer nördlich von Hanau auf einer Höhe von 114 m über NN. Durch die Stadtteile Ober- und Niederissigheim sowie Bruchköbel fließt der Krebsbach. Um Bruchköbel liegen meist Ackerböden, südöstlich schließt sich der Bruchköbeler Wald an. Im Südwesten liegt die Hessische Staatsdomäne Kinzigheimer Hof. Südöstlich der Kernstadt liegt der Fliegerhorst Langendiebach, von dem ein kleinerer Teil zur Bruchköbeler Gemarkung gehört.

### Nachbargemeinden
Bruchköbel grenzt im Norden an die Stadt Nidderau, im Nordosten an die Gemeinde Hammersbach, im Osten an die Gemeinde Neuberg, im Südosten an die Stadt Erlensee, im Süden an die Stadt Hanau und im Westen an den Hanauer Ortsteil Mittelbuchen sowie im Nordwesten an die Gemeinde Schöneck.

### Stadtgliederung
- Bruchköbel
- Roßdorf
- Niederissigheim
- Oberissigheim
- Butterstadt, früher „Welsche Höfe“

## Geschichte

### Vorgeschichte

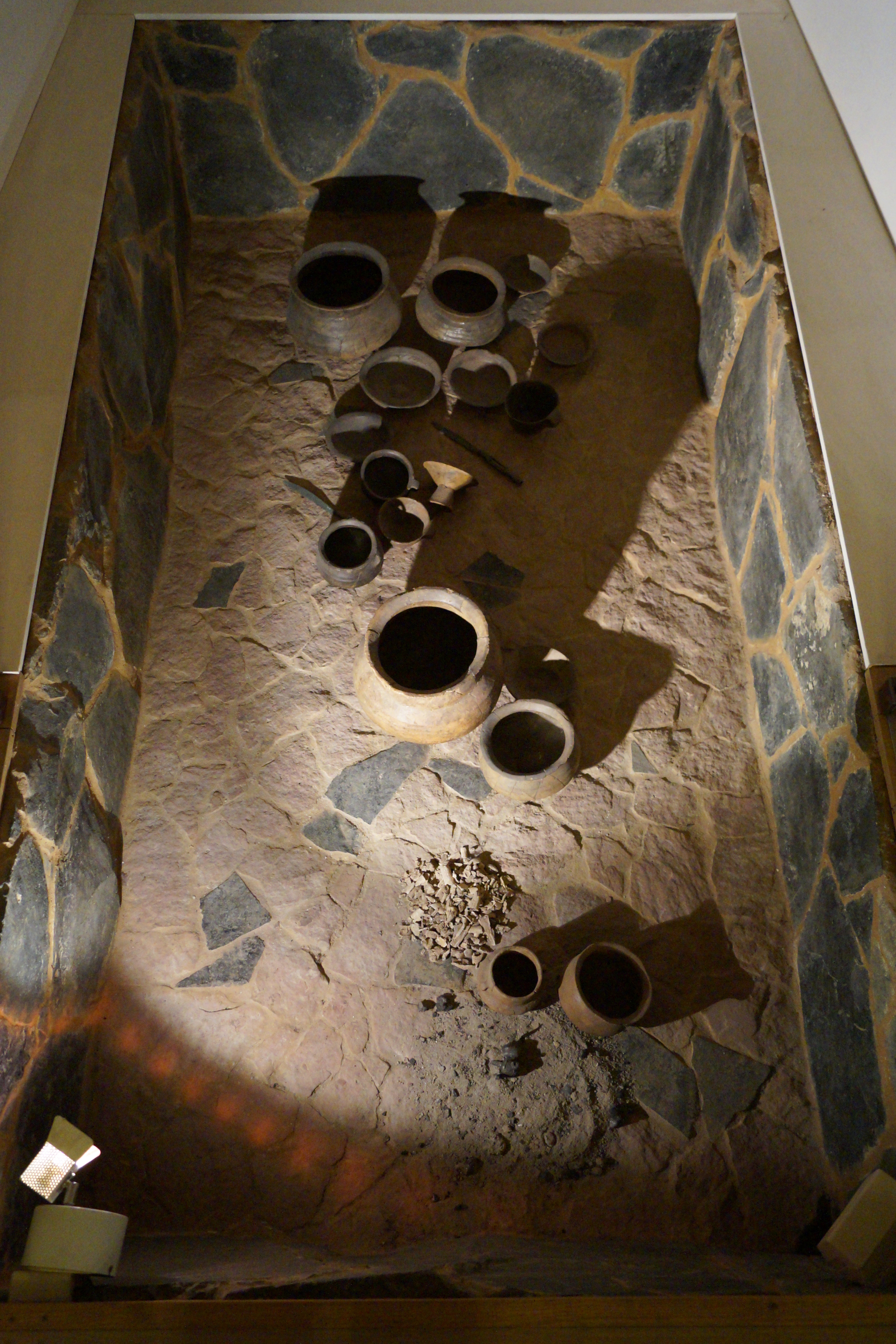
Bronzezeitliches Steinkammergrab aus dem Bruchköbeler Wald im Museum Schloss Steinheim

Bei den Vorarbeiten zur Erschließung des Baugebietes „Im Peller“ wurden in Richtung Erlensee am östlichen Gemarkungsrand der Kernstadt 2003 Siedlungsreste aus der Jungsteinzeit (Bandkeramik) um 5.000 v. Chr. entdeckt. Im Bruchköbeler Wald befand sich nahe dem heutigen Autobahnanschluss ein bronzezeitliches Gräberfeld. Ab ca. 800 v. Chr. siedelten Kelten auf Bruchköbeler Gebiet, etwa 100 n. Chr. Römer. Aus dieser Zeit wurden unter anderem ein römischer Brunnen und eine Villa Rustica im Bereich des Baugebiets „Im Peller“ gefunden. Nach dem Limesfall siedelten hier Alamannen.

### Mittelalter
Die älteste erhaltene Erwähnung von Bruchköbel überliefert eine Urkunde aus dem Jahr 1062 mit der Nennung von Kebilo. Ursprünglich gehörte das Dorf wohl dem Kloster Seligenstadt. Die Herren von Rückingen trugen die Vogtei über den Besitz vom Kloster zu Lehen. Vor 1368 kam Bruchköbel in den Besitz der Herrschaft Hanau. Das Dorf gehörte nun zum allodialen Eigentum der Herren von Hanau, zunächst zur Herrschaft, später Grafschaft Hanau, ab 1458: Grafschaft Hanau-Münzenberg, und hier zum Amt Büchertal. 1567 verkaufte das Kloster Seligenstadt seine dort verbliebenen drei Höfe mit dem höfischen Gericht an die Grafen von Hanau.

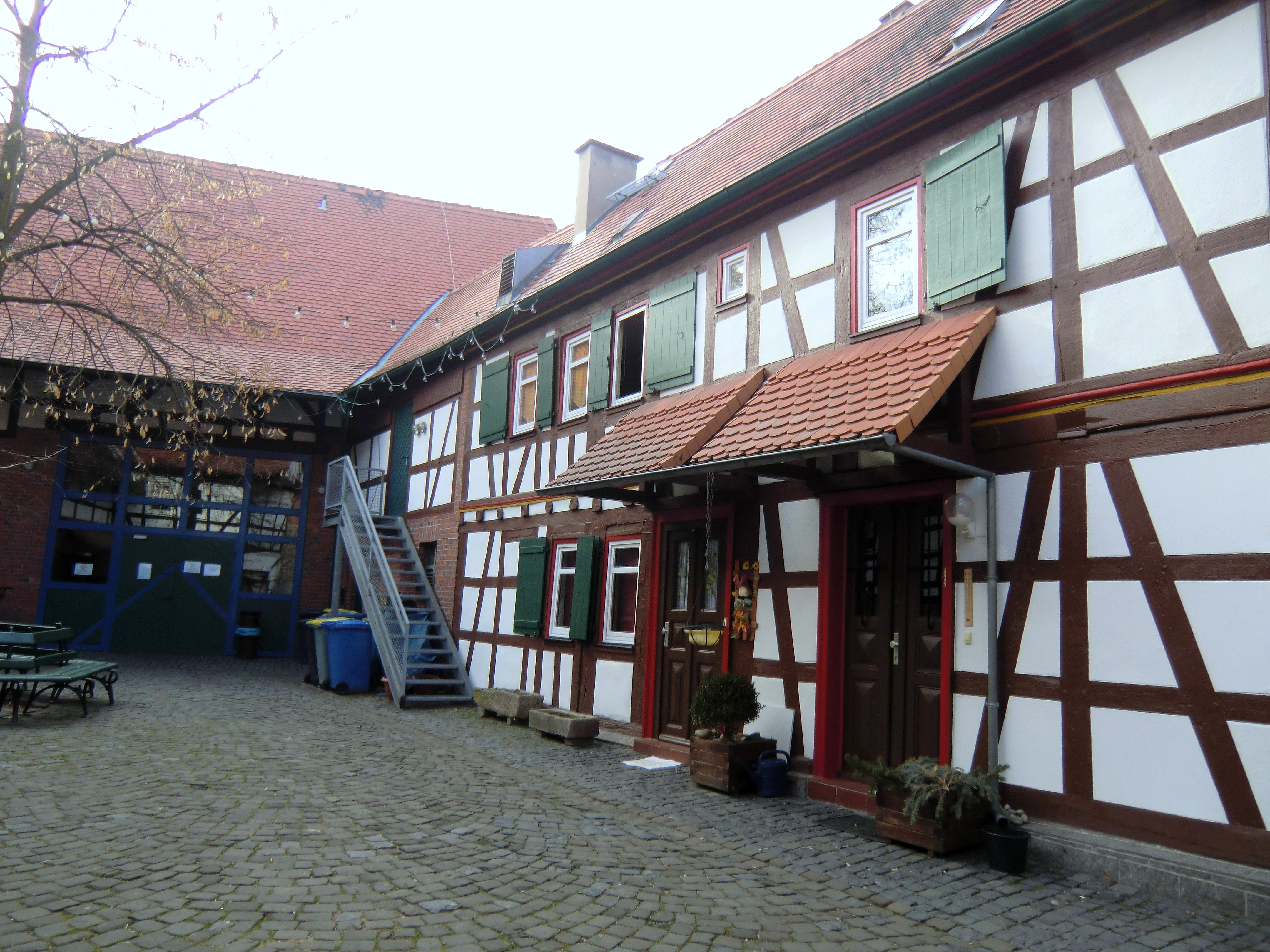
Das Neue Spielhaus

Am 6. Februar 1368 erhielt Bruchköbel aufgrund eines Privilegs des Kaisers Karl IV. durch Ulrich III. von Hanau das Stadtrecht mit einem Befestigungs- und Marktrecht verliehen. Nach Errichtung des heute noch stehenden Wehrturms 1410, Wahrzeichen der Stadt, wurde das Spielhaus, ein Rathaus für Beratungen, Gerichtsverhandlungen und gesellschaftliche Veranstaltungen errichtet. Es wurde ebenso als Herberge für Fremde genutzt.
Im westlichen Stadtbereich, an einem vom Krebsbach abgeleiteten Betriebsgraben, lag die Untermühle (auch: Mühle Baumann). Sie wurde erst 1962 stillgelegt.

### Historische Namensformen
In erhaltenen Urkunden wurde Bruchköbel unter den folgenden Namen erwähnt (in Klammern das Jahr der Erwähnung):
- Kebilo (1062)
- minor Chevela (1128)
- Kebele inferior (1247)
- Bruchkebele (1247)
- Bruchgebil (1368)

### Neuzeit

#### Frühe Neuzeit
1520 wurde das Rathaus errichtet und somit die Doppelfunktion des Spielhauses beendet. Im Keller des Rathauses wurde überschüssiger, zum Verkauf bestimmter Wein aus örtlichem Anbau gelagert.
Im 16./17. Jahrhundert tagte in Bruchköbel ein Hals- und Zehntgericht. In den Jahren 1539, 1540, 1593 und 1605 fanden Hinrichtungen statt. Noch 1689 wurde ein 17-jähriges Mädchen am Galgengarten (heute Industriegebiet) als Hexe verbrannt.
1565 kam es zu einem Hexenprozess, bei dem vier Frauen verurteilt und verbrannt wurden.
1634/35 brannte Bruchköbel bis auf den Wehrturm und ein Haus in der Schweizergasse nieder. Einer bekannten örtlichen Sage nach warnte ein Trompeter die Bewohner vor der Gefahr, wobei der Trompeter umkam. Die Bürger der Stadt stifteten ihm zum Gedenken den sogenannten Trompeterstein, der noch heute in der Stadt zu besichtigen ist.
Nach dem Wechsel zum lutherischen Grafenhaus Hanau-Lichtenberg 1642 bildeten sich in vielen Orten der Grafschaft Hanau-Münzenberg wieder lutherische Gemeinden, so auch in Bruchköbel. Zunächst vom lutherischen Pfarrer in Rüdigheim mit betreut, erhielt sie 1717 ein eigenes Kirchengebäude und 1737 einen eigenen Pfarrer, der nun wiederum auch die Lutheraner in Niederissigheim, Roßdorf und Mittelbuchen mit versorgte.
Im Siebenjährigen Krieg (1756–1763) wurde Bruchköbel von Franzosen besetzt. Nach dem Tod des letzten Hanauer Grafen, Johann Reinhard III., 1736 erbte Landgraf Friedrich I. von Hessen-Kassel aufgrund eines Erbvertrages aus dem Jahr 1643 die Grafschaft Hanau-Münzenberg und damit auch das Amt Büchertal und Bruchköbel. 1803 wurde die Landgrafschaft Hessen-Kassel zum Kurfürstentum Hessen erhoben. Während der napoleonischen Zeit stand das Amt Büchertal ab 1806 unter französischer Militärverwaltung, gehörte 1807–1810 zum Fürstentum Hanau, und dann von 1810 bis 1813 zum Großherzogtum Frankfurt, Departement Hanau. Anschließend fiel es wieder an das Kurfürstentum Hessen zurück. Nach der Verwaltungsreform des Kurfürstentums Hessen von 1821, im Rahmen derer Kurhessen in vier Provinzen und 22 Kreise eingeteilt wurde, ging das Amt Büchertal im neu gebildeten Kreis Hanau auf.

#### 19. Jahrhundert
1858 wurde der Volkschor gegründet (heute ältester Verein Bruchköbel). Die Bahnstrecke Friedberg–Hanau, an der Bruchköbel einen eigenen Bahnhof erhielt, wurde hier 1881 eröffnet.
Im 19. Jahrhundert gab es als Gewerbe zwei Ziegeleien an der heutigen Bundesstraße 45, die Fechenmühle, Köhler im Bruchköbeler Wald, einen Steinbruch (heute Silbersee), Diamanten-Reiber und -Schleifer, eine Küchenmöbelfabrik, eine Knopffabrik, eine Leistenfabrik und ein Sägewerk (das erst 1980 schloss).

#### 20. Jahrhundert

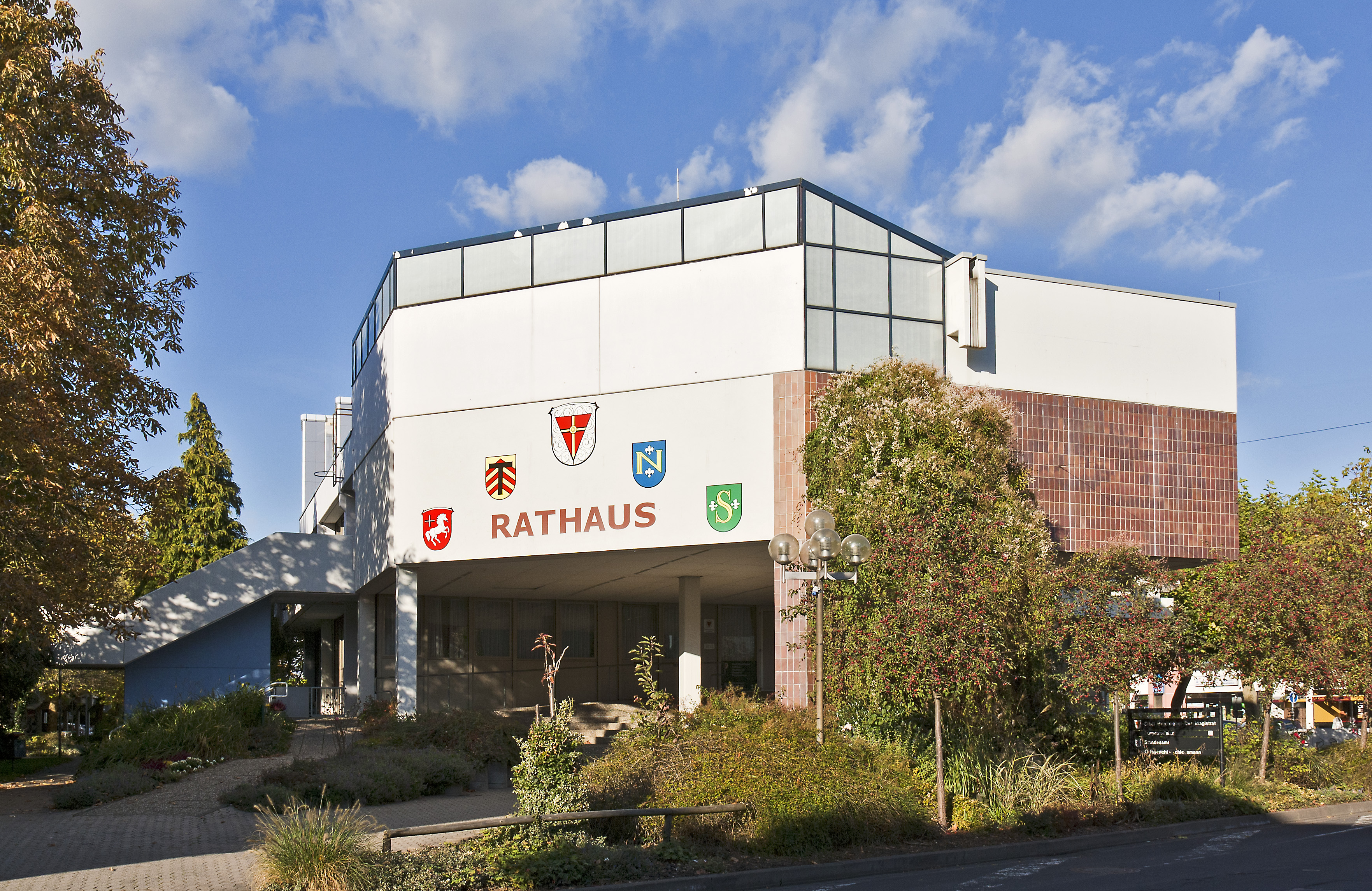
Rathaus Bruchköbel (inzwischen abgerissen)

1937 wurde das Schwimmbad errichtet und der Bärensee entstand durch das Ausbaggern für eine Umgehungsstraße. Für den Bau des Fliegerhorstes Langendiebach musste Bruchköbel 1934 achtzig Hektar Wald abgeben.
Im Zweiten Weltkrieg wurde Bruchköbel am 10. August 1940 von der Britischen Luftwaffe bombardiert. Am 28. März 1945 marschierte die U.S. Army ein. Im Februar 1952 wurde die Baugenossenschaft gegründet.
Das neue Rathaus wurde 1973 auf dem Gelände des ehemaligen Mönchshofes gebaut. Am 7. Mai 1975 wurden Bruchköbel (erneut) die Stadtrechte verliehen. Zwei Jahre später wurde damit begonnen, den Stadtkern zu sanieren. Ebenfalls 1977 kam es zur Gründung des Geschichtsvereins. 1978 wurde zur 850-Jahr-Feier im alten Rathaus das Heimatmuseum eingeweiht. Ende des Jahrzehnts folgte der Bau der Bundesautobahn 66 und der Umgehungsstraße.
Am 9. Februar 1982 explodierte die Produktionshalle der damals in Bruchköbel ansässigen Kosmetikfirma Reinelt, wobei es zu 3 Toten, 17 teils Schwerverletzten und einem hohen Sachschaden kam. Anlässlich des zehnjährigen Bestehens wurde 1987 das Archiv für den Geschichtsverein geöffnet. Im Juli 1988 fand die 100-Jahr-Feier der Freiwilligen Feuerwehr Bruchköbel statt.
Ende des Jahres 2002 wurde ein Stadtentwicklungsprozess eingeleitet. Unter Leitung des damaligen Bürgermeisters Michael Roth wurde eine ehrenamtliche Arbeitsgemeinschaft Stadtmarketing gegründet, die im Hinblick auf die demographische Entwicklung ein städtisches Leitbild „Bruchköbel 2025“ entwarf. 2003 wurde von der Stadtverordnetenversammlung einstimmig dieses Leitbild, der Slogan „Bruchköbel. Da will ich leben!“ und ein neues städtisches Logo beschlossen.

#### Eingemeindungen
Im Rahmen der Gebietsreform in Hessen wurden Oberissigheim, Niederissigheim und Butterstadt am 31. Dezember 1971 eingegliedert. Am 1. Juli 1974 kam Roßdorf als letzter Stadtteil kraft Landesgesetz hinzu.

### Einwohnerentwicklung
Belegte Einwohnerzahlen sind:
- 1587: 00.063 Schützen, 42 Spießer
- 1632: 00.081 Familien[12]
- 1707: 00.037 Familien
- 1754: 00.075 Familien = 355 Einwohner
- 1821: 00.559 Einwohner[13]
- 1895: 00.967 Einwohner
- 1939: 01.948 Einwohner
- 1961: 04.370 Einwohner
- 1970: 08.707 Einwohner
- 1998: 20.183 Einwohner
- 1999: 20.289 Einwohner
- 2000: 20.396 Einwohner
- 2001: 20.450 Einwohner
- 2002: 20.570 Einwohner
- 2003: 20.729 Einwohner
- 2004: 20.821 Einwohner
- 2006: 20.796 Einwohner
- 2007: 20.646 Einwohner
- 2008: 20.621 Einwohner
- 2009: 20.627 Einwohner
- 2011: 20.227 Einwohner [Zensus]
- 2016: 20.475 Einwohner
- 2017: 20.390 Einwohner
- 2018: 20.427 Einwohner

### Kirchengeschichte
1192 wird ein Pfarrer im Ort erwähnt. Vielleicht war Bruchköbel die Mutterkirche der Kirchen in Kesselstadt und Oberissigheim. Das Kirchenpatrozinium lag spätestens seit 1392 bei Jakobus dem Älteren. Kirchliche Mittelbehörde war das Archidiakonat des Propstes der Kirche St. Maria ad Gradus in Mainz, Landkapitel Roßdorf, in nachreformatorischer Zeit die Klasse Büchertal. Das Patronat der Kirche des Ortes lag seit 1364 bei dem Benediktinerkloster Limburg a.d. Haardt als Inhaber des Klosters Naumburg.

### Evangelische Kirche

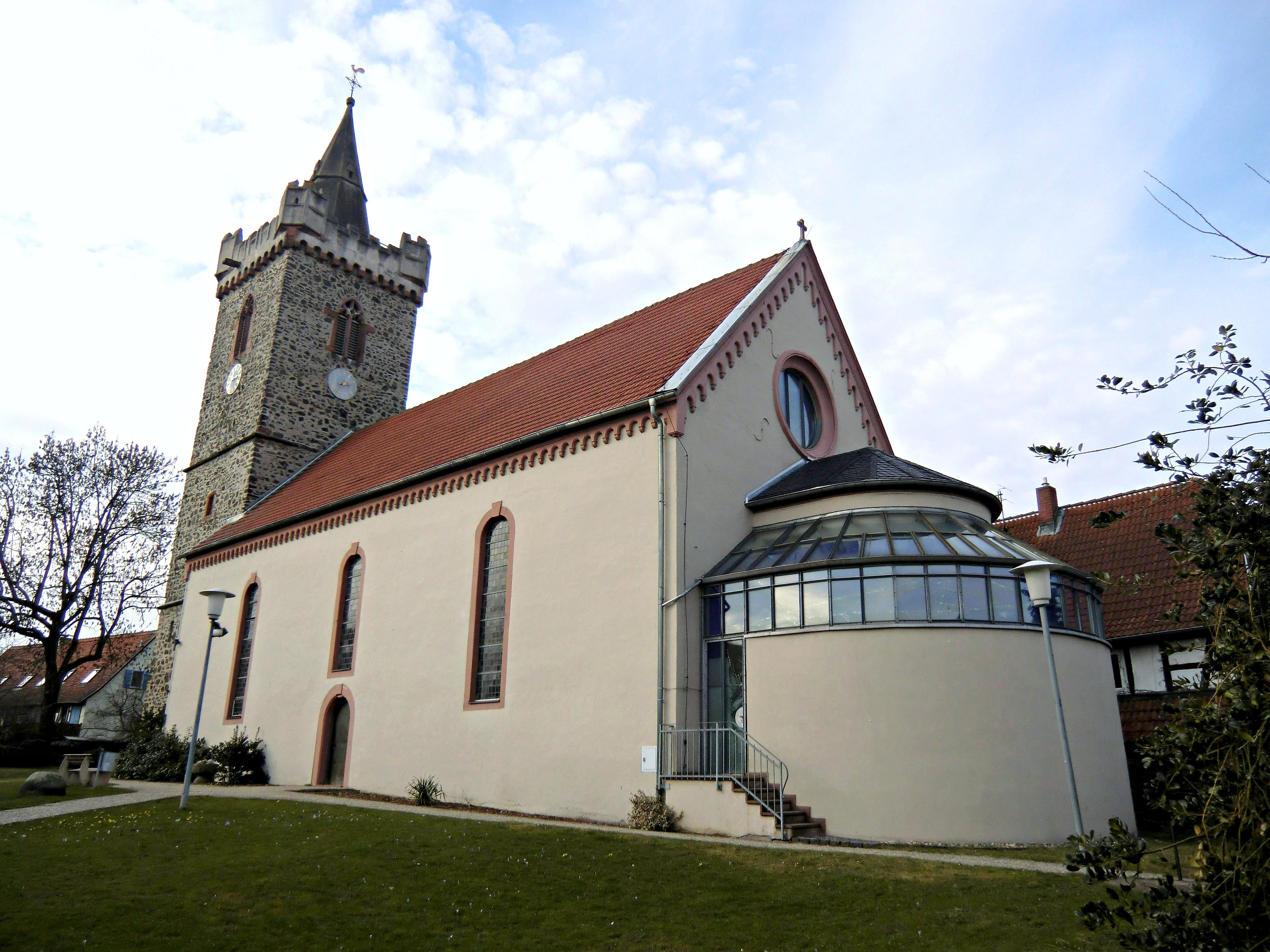
Die Evangelische Jakobuskirche

In der Grafschaft Hanau wurde Mitte des 16. Jahrhunderts nach und nach die Reformation eingeführt. In Bruchköbel geschah dies zwischen 1549 und 1567, zunächst im lutherischen Sinn. Die Jakobuskirche wurde evangelisch. 1561 erwarb die Grafschaft Hanau-Münzenberg das Kloster Naumburg und übernahm dabei auch das Recht, die Pfarrstelle zu vergeben. In einer „zweiten Reformation“ wurde die Konfession der Grafschaft Hanau-Münzenberg erneut gewechselt. Graf Philipp Ludwig II. verfolgte ab 1597 eine entschieden reformierte Kirchenpolitik. Er machte vom Jus reformandi, seinem Recht als Landesherr Gebrauch, die Konfession seiner Untertanen zu bestimmen, und setzte dies für die Grafschaft weitgehend als verbindlich durch. Über längere Zeiträume vom 16.–19. Jahrhundert war die Kirchengemeinde Niederissigheim der Kirche in Bruchköbel zugeordnet.
Nachdem die Grafschaft Hanau seit 1642 von dem lutherischen Grafen Friedrich Casimir regiert wurde, entstand 1705 in Bruchköbel wieder eine lutherische Gemeinde. 1717 wurde für sie eine eigene Kirche errichtet (heute Stadtbibliothek). 1818 wurden dann beide Konfessionen durch die Hanauer Union zu einer Kirche vereint.

### Katholische Kirche

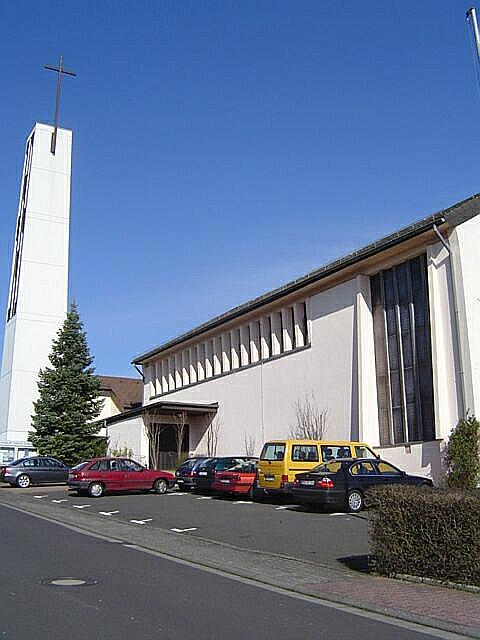
Die Katholische Kirche St. Familia

In der katholischen Kirche war Bruchköbel bis zum Zweiten Weltkrieg nach Butterstadt eingepfarrt. Durch den Zustrom zahlreicher Vertriebener aus den deutschen Ostgebieten wurden in der Nachkriegszeit gleich zwei katholische Kirchen in Bruchköbel errichtet: St. Familia im Norden Bruchköbels im Jahr 1958, das auch den Pfarrsitz von Butterstadt übernahm, und Erlöser der Welt im Süden Bruchköbels im Jahr 1968.

## Politik

### Stadtverordnetenversammlung
Die Kommunalwahl am 14. März 2021 lieferte folgendes vorläufiges Ergebnis, in Vergleich gesetzt zu früheren Kommunalwahlen:
| Sitzverteilung in der Stadtverordnetenversammlung 2021Insgesamt 37 Sitze - SPD: 6 - Grüne: 8 - FDP: 9 - CDU: 9 - BBB: 5 | Parteien und Wählergemeinschaften | Parteien und Wählergemeinschaften           | % 2021 | Sitze 2021 | % 2016 | Sitze 2016 | % 2011 | Sitze 2011 | % 2006 | Sitze 2006 | % 2001 | Sitze 2001 |
| Sitzverteilung in der Stadtverordnetenversammlung 2021Insgesamt 37 Sitze - SPD: 6 - Grüne: 8 - FDP: 9 - CDU: 9 - BBB: 5 | CDU                               | Christlich Demokratische Union Deutschlands | 24,0   | 9          | 37,9   | 14         | 36,8   | 14         | 47,6   | 18         | 53,0   | 20         |
| Sitzverteilung in der Stadtverordnetenversammlung 2021Insgesamt 37 Sitze - SPD: 6 - Grüne: 8 - FDP: 9 - CDU: 9 - BBB: 5 | SPD                               | Sozialdemokratische Partei Deutschlands     | 16,1   | 6          | 19,6   | 7          | 26,0   | 10         | 30,0   | 11         | 30,3   | 11         |
| Sitzverteilung in der Stadtverordnetenversammlung 2021Insgesamt 37 Sitze - SPD: 6 - Grüne: 8 - FDP: 9 - CDU: 9 - BBB: 5 | GRÜNE                             | Bündnis 90/Die Grünen                       | 21,9   | 8          | 13,8   | 5          | 17,2   | 6          | 11,0   | 4          | 10,6   | 4          |
| Sitzverteilung in der Stadtverordnetenversammlung 2021Insgesamt 37 Sitze - SPD: 6 - Grüne: 8 - FDP: 9 - CDU: 9 - BBB: 5 | BBB                               | Bruchköbeler BürgerBund                     | 14,1   | 5          | 20,1   | 8          | 15,0   | 5          | —      | —          | —      | —          |
| Sitzverteilung in der Stadtverordnetenversammlung 2021Insgesamt 37 Sitze - SPD: 6 - Grüne: 8 - FDP: 9 - CDU: 9 - BBB: 5 | FDP                               | Freie Demokratische Partei                  | 23,9   | 9          | 8,7    | 3          | 4,9    | 2          | 11,5   | 4          | 6,1    | 2          |
| Sitzverteilung in der Stadtverordnetenversammlung 2021Insgesamt 37 Sitze - SPD: 6 - Grüne: 8 - FDP: 9 - CDU: 9 - BBB: 5 | gesamt                            | gesamt                                      | 100,0  | 37         | 100,0  | 37         | 100,0  | 37         | 100,0  | 37         | 100,0  | 37         |
| Sitzverteilung in der Stadtverordnetenversammlung 2021Insgesamt 37 Sitze - SPD: 6 - Grüne: 8 - FDP: 9 - CDU: 9 - BBB: 5 | Wahlbeteiligung in %              | Wahlbeteiligung in %                        | 49,5   | 49,5       | 52,0   | 52,0       | 49,9   | 49,9       | 48,8   | 48,8       | 55,7   | 55,7       |

Mit Gründung einer unabhängigen Wählervereinigung, des Bruchköbeler BürgerBundes (BBB), wechselten Mitte März 2008 zunächst 6, wenige Wochen später 2 weitere CDU-Stadtverordnete und sodann 1 SPD-Stadtverordneter zur neuen Fraktion des Bruchköbeler BürgerBundes (BBB). Im März 2011 trat der BBB zum ersten Mal als Ortsverband der Freien Wähler zur Wahl an.

### Bürgermeister
Nach der hessischen Kommunalverfassung wird der Bürgermeister für eine sechsjährige Amtszeit gewählt, seit dem Jahr 1993 in einer Direktwahl, und ist Vorsitzender des Magistrats, dem in der Stadt Bruchköbel neben dem Bürgermeister ehrenamtlich ein Erster Stadtrat und acht weitere Stadträte angehören. Bürgermeisterin ist seit dem 1. April 2020 Sylvia Braun (FDP). Sie wurde als Nachfolgerin von Günter Maibach (CDU), der nach zwei Amtszeiten nicht wieder kandidiert hatte, am 10. November 2019 im ersten Wahlgang bei 46,9 Prozent Wahlbeteiligung mit 69,8 Prozent der Stimmen gewählt.
Amtszeiten der Bürgermeister
- 2020–2026 Sylvia Braun (FDP)[20]
- 2008–2020  Günter Maibach (CDU)
- 2002–2008 Michael Roth (CDU)
- 1996–2002 Klaus-Dieter Ermold (CDU)[23]
- 1987–1996 Helmut Irmen (CDU)[24]
- 1977–1986 Udo Müller (CDU) (1943–2001)[25]
- 1970–1976 Walter Schreiber (SPD) (1926–2016)[25]

| Jahr           | Wahlbeteili- gung in % | Kandidaten          | Partei  | Stimmen in % |
| -------------- | ---------------------- | ------------------- | ------- | ------------ |
| 2019 Stichwahl | 46,9                   | Sylvia Braun        | FDP     | 69,8         |
| 2019 Stichwahl | 46,9                   | Daniel Weber        | CDU     | 30,2         |
| 2013           | 47,4                   | Günter Maibach      | CDU     | 56,3         |
| 2013           | 47,4                   | Dirk Vogel          | SPD/BBB | 47,4         |
| 2013           | 47,4                   | Frank Breitenbach   |         | 11,1         |
| 2007 Stichwahl | 48,9                   | Günter Maibach      |         | 56,8         |
| 2007 Stichwahl | 48,9                   | Michael Roth        | CDU     | 43,2         |
| 2001           | 51,3                   | Michael Roth        | CDU     | 62,2         |
| 2001           | 51,3                   | Perry von Wittich   | SPD     | 37,8         |
| 1996 Stichwahl | 55,6                   | Klaus-Dieter Ermold | CDU     | 51,2         |
| 1996 Stichwahl | 55,6                   | Franz Elpelt        | SPD     | 48,8         |

### Städtepartnerschaften
Bruchköbel unterhält Partnerschaften mit dem niederländischen Boskoop (seit 1984) und dem ungarischen Harkány und seit 2012, nach rund 20-jähriger Unterbrechung, wieder mit der französischen Gemeinde Varangéville.

### Wappen und Flagge

#### Wappen
Blasonierung: In Silber ein rotes Dreieck mit goldenem Fadenkreuz.
Das Wappen wurde der Gemeinde Bruchköbel im Landkreis Hanau am 28. April 1966 durch das Hessische Innenministerium genehmigt, gestaltet wurde es durch den Bad Nauheimer Heraldiker Heinz Ritt.
Dieses Wappen wurde nach dem Zusammenschluss von Bruchköbel und drei Nachbargemeinden der neuen Gemeinde Bruchköbel in unveränderter Form im Jahr 1973 neu genehmigt.
Das Wappen wurde nach einem Gerichtssiegel des 18. Jahrhunderts gestaltet. Die Farben Rot und Gold nehmen Bezug auf die Grafschaft Hanau.

#### Flagge
Am 25. Mai 1983 wurde der Stadt Bruchköbel durch das Hessische Innenministerium genehmigt, die wie folgt beschrieben wird:
„Die Flagge der Stadt Bruchköbel zeigt auf weißer Bahn mit roten Randstreifen das in der oberen Hälfte aufgelegte Wappen der Stadt.“

## Kultur und Sehenswürdigkeiten

### Museen
Der Museumsträger Geschichtsverein Bruchköbel e. V. unterhielt bis zu einer Renovierung im Jahr 2019 zwei Ausstellungsorte, das Heimatmuseum im Alten Rathaus sowie das Archiv im Neuen Spielhaus. Im Verlauf dieser Renovierung wurden sie zusammengeführt im Neuen Spielhaus.

### Bauwerke
Bruchköbel bietet eine Vielzahl an sehenswerten Fachwerkhäusern, die auf in der Stadt aufgestellten Stadtplänen aufgeführt sind. Am nördlichen Rand des Stadtgebietes verläuft eine ehemalige Handelsstraße (Hohe Straße) von Frankfurt am Main nach Leipzig.

### Naturdenkmäler
- Grillplatz „Dicke Eiche“

### Sport
In Startgemeinschaft LAZ Bruchköbel starten Leichtathleten der Stammvereine SG Bruchköbel und TSG Erlensee. Die beiden Sportfeste am Pfingstwochenende (das Schüler- und das Pfingstsportfest) werden traditionell vom LAZ Bruchköbel ausgerichtet. Anlässlich des Altstadtfestes findet der Bruchköbeler Stadtlauf der Stadt Bruchköbel statt, für den das LAZ Bruchköbel der örtliche Ausrichter ist. Die Vereine trainieren in dem nach dem Weltrekordläufer benannten Rudolf-Harbig-Stadion, wo auch die Sportfeste und zumeist regionale Wettkämpfe ausgetragen werden.

## Wirtschaft und Infrastruktur

### Verkehr

#### Straßenverkehr
Bruchköbel ist mit der Anschlussstelle Hanau-Nord an die Bundesautobahn 66 angebunden. Weiterhin führt die autobahnähnlich ausgebaute Bundesstraße 45 westlich am Stadtgebiet vorbei.

#### Öffentlicher Nahverkehr
Bruchköbel liegt im Tarifgebiet des Rhein-Main-Verkehrsverbundes (RMV). Verbindungen nach Hanau bieten die Buslinien 562, 563, MKK-33 und MKK-30 sowie im Schulverkehr die Buslinie 42S.
Die Linien 562 und 42S verbinden hierbei Nidderau mit Bruchköbel-Roßdorf, fahren über den Bahnhof sowie das Stadthaus in Bruchköbel und dann zum Freiheitsplatz in Hanau über die Hohe Landesschule. Die Linie 563 fährt von Altenstadt über Hammersbach, dann nach Bruchköbel-Roßdorf und teilt sich ab dort den Linienweg mit der 562. Beide Linien fahren Montag bis Samstag im 60-Minuten-Takt und sonntags im 120-Minuten-Takt. Die Buslinie MKK-33 erschließt die Stadtteile Ober- und Niederissigheim mit der Bruchköbeler Innenstadt und dem Hanauer Freiheitsplatz und fährt in Hanau über die Bruchköbeler Landstraße. Sie verkehrt Montag bis Freitag im 30-Minuten-Takt (in Randzeiten im 60- oder 90-Minuten-Takt), samstags im 60-Minuten-Takt (abends/nachts im 90-Minuten-Takt) und sonntags abwechselnd von und bis Bruchköbel Kirleweg oder Hanau Freiheitsplatz, sodass ein ungefährer 60-Minuten-Takt entsteht (abends im 90-Minuten-Takt). An Schultagen wird die Linie MKK-33 mit Fahrten zur Hohen Landesschule in Hanau sowie zur Heinrich-Böll-Schule und Haingarten-Schule in Bruchköbel ergänzt. Die Buslinie MKK-30 fährt von Maintal-Wachenbuchen über Hanau-Mittelbuchen nach Bruchköbel und dann über Erlensee zum Hanauer Hauptbahnhof. Diese Linie verkehrt nur montags bis freitags im 60-Minuten-Takt, an Wochenenden fährt sie nur als Anrufsammeltaxi ASTMKK-30A im 120-Minuten-Takt und nur bis Erlensee-Rückingen statt bis zum Hauptbahnhof in Hanau.
Seit Mitte Dezember 2021 verkehrt die Expressbusslinie X95 über Bruchköbel. Sie verbindet Büdingen, Ronneburg, Erlensee und Bruchköbel mit Frankfurt-Enkheim. Dort bestehen Umsteigemöglichkeiten zu den U-Bahnlinien U4 und U7. Außerdem befindet sich dort das Hessen-Center. Sie verkehrt von Montag bis Samstag im 60-Minuten-Takt und sonntags im 120-Minuten-Takt.
Zum Fahrplanwechsel 2009 wurde die Buslinie 34 in ihrer bisherigen Form eingestellt und war nur noch als Schulbus von den Stadtteilen Ober- und Niederissigheim zur Heinrich-Böll-Schule und Haingarten-Schule unterwegs. Zum Fahrplanwechsel im Juni 2018 wurde die Linie endgültig eingestellt und die Schulfahrten von der Linie MKK-33 übernommen. 2009 wurde die Buslinie 561 eingeführt, die Bruchköbel im Berufsverkehr mit dem Bahnhof Hanau-Wilhelmsbad verbindet und so eine bessere Verbindung in Richtung Frankfurt bietet. Auch diese Linie wurde im Juni 2018 eingestellt.
Bruchköbel besitzt einen Bahnhof mit zwei Bahnsteiggleisen an der Strecke Friedberg–Hanau, der seit Dezember 2023 von Zügen der Hessischen Landesbahn bedient wird, zuvor wurden die Züge von der DB Regio Mitte betrieben. Er wird auch im Schülerverkehr genutzt, da sich in der Nähe mehrere Schulen befinden. Ebenso von vielen Pendlern, die zur Arbeit nach Hanau fahren bzw. dort am Hauptbahnhof in Richtung Offenbach am Main oder Frankfurt am Main umsteigen. Der Bahnhof wurde im Jahr 2024 barrierefrei ausgebaut.

### Bildung
Bruchköbel besitzt drei Grundschulen (Haingartenschule (ehemals Grundschule Süd), Brückenschule (ehemals Grundschule Bruchköbel-Roßdorf), Evangelische Grundschule Oberissigheim), eine Gesamtschule (Heinrich-Böll-Schule, ehemals Nordschule), ein Oberstufengymnasium (Lichtenberg-Oberstufengymnasium (LOG)) sowie die Frida-Kahlo-Schule (Förderschule mit dem Schwerpunkt Geistige Entwicklung). Darüber hinaus verfügt Bruchköbel über acht städtische und zwei kirchliche Kindertagesstätten.
Ergänzt wird die Bildungsinfrastruktur durch eine Stadtbibliothek.

## Persönlichkeiten
- Johann Georg Lind (?–1873), geboren in Oberissigheim, Kommunalpolitiker und Mitglied der Kurhessischen Ständeversammlung
- Johann Heinrich Lind (1819–1873), geboren in Oberissigheim, Kommunalpolitiker und Abgeordneter des Kurhessischen Kommunallandtages
- Wilhelm Friedrich Kochendörfer (1822–1896), geboren in Oberissigheim, Verwaltungsjurist und Politiker, Abgeordneter des Kurhessischen Kommunallandtages
- Wilhelm Schäfer (1874–nach 1933), Mitglied des Provinziallandtages der Provinz Hessen-Nassau
- Andreas Weber (1878–1955), geboren in Bruchköbel, Politiker (SPD), Mitglied der Verfassunggebenden Preußischen Landesversammlung und Abgeordneter im Preußischen Landtag
- Heinrich Lind (1878–1941), geboren in Niederissigheim, Politiker (DNVP, CNBLVP), Reichstagsabgeordneter
- Günter Maibach (* 1953), geboren in Bruchköbel, Politiker (CDU), Bürgermeister von Bruchköbel